# Гуэррини, Орсо Мария
Орсо Мария Гуэррини (итал. Orso Maria Guerrini; род. 25 октября 1942, Флоренция, Королевство Италия) — итальянский актёр театра, кино и телевидения.

## Биография
Орсо Мария Гуэррини родился 25 октября 1942 года во Флоренции, Италия.
Актёрскую карьеру начал с эпизодических появлений в спагетти-вестернах в конце 1960-х. Первая популярность пришла к нему после одной из главных ролей в мини-сериале 1971 года «Звёзды смотрят вниз», экранизации одноимённого произведения Арчибальда Кронина. Наряду с появлениями в жанровом кино и на телевидении, Гуэррини активно выступал в театре, заработав себе репутацию одной из главных театральных звёзд Италии.
Российским телезрителям Гуэррини знаком по роли Джузеппе Карты в культовом телесериале «Спрут» (пятый и шестой сезоны сериала) в начале 1990-х. Также он снимался в фильмах российских режиссёров: в 2002 исполнил роль премьер-министра Италии в боевике Евгения Лаврентьева «Личный номер», а в 2019 снялся у Андрея Кончаловского в драме «Грех».
На родине Гуэррини известен также благодаря съёмкам в рекламе пива Моретти с 2001 по 2017 год. Его персонаж, изображенный в рекламе Моретти — это мужчина с эффектными усами, в зелёном костюме и шляпе, похожий на портрет на пивных бутылках, продаваемых компанией.

## Фильмография
| Год       |    | Русское название              | Оригинальное название                     | Роль                               |
| --------- | -- | ----------------------------- | ----------------------------------------- | ---------------------------------- |
| 1968      | ф  | Беги, Кучильо, беги           | Corri uomo corri                          | Рауль                              |
| 1970      | ф  | Ватерлоо                      | Waterloo                                  | офицер                             |
| 1971      | с  | Звёзды смотрят вниз           | E le stelle stanno a guardare             | Дэвид Фенвик                       |
| 1972      | ф  | Джиролимони, чудовище Рима    | Girolimoni, il mostro di Roma             | Джанни Ди Мео, журналист           |
| 1974      | с  | Приключения на далёком Севере | Jack London - L'avventura del grande Nord | Джек Лондон                        |
| 1976      | ф  | Рим полный насилия            | Roma a mano armata                        | Эммануэль Доминик Феррендер        |
| 1976      | ф  | Дело времени                  | A Matter of Time                          | Габриеле Д’Орацио                  |
| 1980      | тф | Дезидерия: Внутренний мир     | Desideria: la vita interiore              | Куинто                             |
| 1981      | ф  | Илла. Пункт наблюдения        | Illa: Punto d'osservazione                | Умберто                            |
| 1990—1992 | с  | Спрут                         | La Piovra                                 | Джузеппе Карта                     |
| 1992      | с  | Эдера                         | L'Edera                                   | дон Ральф Кариотис                 |
| 1993      | тф | Авраам: Хранитель веры        | Abraham                                   | Гоцемар                            |
| 1995      | ф  | Вендетта                      | Vendetta                                  | генерал-лейтенант Джузеппе Кортини |
| 1995      | тф | Раб снов                      | Slave of Dreams                           | фараон Египта                      |
| 1996      | с  | В вихре цветов                | Dans un grand vent de fleurs              | Орсо де Лука                       |
| 1997      | ф  | Колония                       | Double Team                               | бывший агент, житель колонии       |
| 1998      | с  | Страсти по-итальянски         | Incantesimo                               | доктор Ивано Нарди                 |
| 2000      | ф  | Упёртый Алекс                 | Alex l'ariete                             | Барра, сутенёр                     |
| 2002      | ф  | Идентификация Борна           | The Bourne Identity                       | Джанкарло, рыбак                   |
| 2002      | ф  | Личный номер                  | Личный номер                              | премьер-министр Италии             |
| 2005      | тф | Каллас и Онассис              | Callas e Onassis                          | Халеми                             |
| 2019      | ф  | Грех                          | Il Peccato                                | маркиз Маласпина                   |